# タヴァレス (グループ)
タヴァレス（Tavares）は、アメリカ、マサチューセッツ州出身の兄弟グループである。

## 解説
家族はカボ・ヴェルデからの移民で、父親も祖国の音楽を演奏する音楽家という環境で育ち、1974年に「シーズ・ゴーン」、1975年に「イット・オンリー・テイクス・ア・ミニット」、1976年に「ヘブン・マスト・ビー・ミッシング・アン・エンジェル」のヒットを放った。さらに1978年には映画『サタデー・ナイト・フィーバー』のサウンドトラックから「モア・ザン・ア・ウーマン」がヒットしている。

## ディスコグラフィ

### スタジオ・アルバム
- 『チェック・イット・アウト』 - Check It Out (1974年、Capitol)
- 『ハード・コア・ポエトリー』 - Hard Core Poetry (1974年、Capitol) ※旧邦題『タバレスの旋風』
- 『愛のディスコティック』 - In the City (1975年、Capitol)
- 『スカイ・ハイ』 - Sky High! (1976年、Capitol) ※旧邦題『ディスコ天国』
- 『ラヴ・ストーム』 - Love Storm (1977年、Capitol) ※旧邦題『俺たちの嵐』
- 『フューチャー・バウンド』 - Future Bound (1978年、Capitol) ※旧邦題『遥かなる魂 (ソウル)』
- 『マダム・バタフライ』 - Madam Butterfly (1979年、Capitol)
- 『スーパーチャージド』 - Supercharged (1980年、Capitol)
- 『ラヴ・アップライジング』 - Love Uprising (1980年、Capitol)
- 『ラヴライン』 - Loveline (1981年、Capitol)
- 『ニュー・ダイレクションズ』 - New Directions (1982年、RCA)
- 『ワーズ&ミュージック』 - Words and Music (1983年、RCA)